# Breedgeribde venusschelp
De breedgeribde venusschelp (Clausinella fasciata) is een tweekleppigensoort uit de familie van de Venusschelpen (Veneridae). De wetenschappelijke naam van de soort werd in 1778 voor het eerst geldig gepubliceerd door Mendes E. da Costa.

## Beschrijving
De breedgeribde venusschelp heeft een stevige, platte, sub-driehoekige schelp die groeit tot 2,5 cm lang. De kleur van de schelp is variabel; rood, roze, paars, geel of bruin met stralende banden en kleurrijke strepen. Het kan tot vijftien brede concentrische ribbels hebben op oudere exemplaren. De binnenzijde is mat wit.

## Verspreiding
De breedgeribde venusschelp heeft een verspreidingsgebied vanaf de Lofoten tot de Atlantische kust van Marokko, de Canarische Eilanden en de Middellandse Zee. Hoewel deze soort ver vanaf de kust ook op de Noordzee voorkomt, komt deze zeldzaam waargenomen in het Nederlandse deel van de Noordzee. Wel worden fossiele schelpen gevonden, onder andere op de Waddeneilanden. Ze leven niet diep ingegraven in grof grind, dat meestal zand of schelpfragmenten bevat, vanaf het sublitoraal tot diepten van ruim 180 meter.